# Capa de presentació

Pila OSI.

La capa de presentació és el sisè nivell del model de capes OSI. Respon a peticions de servei de la capa d'aplicació i obté els serveis de la capa de sessió.
La capa de presentació és responsable del lliurament i formatació d'informació abans d'arribar a la capa d'aplicació per a un posterior processament o per ser mostrada a l'usuari. Estalvia a la capa d'aplicació la preocupació sobre possibles diferències sintàctiques en la representació de dades entre els sistemes d'usuari final. En moltes aplicacions i protocols, però, no es fa cap distinció entre les capes de presentació i aplicació. Per exemple, HTTP, generalment considerat com a protocol de capa d'aplicació, implementa funcionalitats pròpies de la capa de presentació, com l'habilitat per identificar la codificació de caràcters (charset encoding) per tal d'aplicar la conversió adient.
A diferència de les capes inferiors, la capa de presentació és la primera on el sistema es comença a preocupar sobre què s'està enviant a un nivell més enllà d'un grapat ordenat d'uns i zeros. La capa de presentació s'encarrega de la preservació del significat de la informació transportada. Aquesta capa tracta doncs amb els problemes relacionats amb la representació de les dades transmeses, incloent els aspectes de conversió, xifrat i compressió.
Per tant, podem resumir definint a aquesta capa com l'encarregada de gestionar les estructures de dades abstractes i realitzar les conversions de representació necessàries per a la correcta interpretació d'aquestes. Cada ordinador pot tenir la seva pròpia forma de representació interna de les dades. Aquestes dades, sovint prenen la forma d'estructures de dades complexes. La capa de presentació codifica les dades estructurades del format intern utilitzat a la màquina transmissora, a un flux de bits adequat per a la transmissió i, després, descodificar-los per representar-los en el format de l'extrem destinatari.

## Exemples
- AFP, Apple Filing Protocol
- GIF, GIF
- ICA Citrix Systems Core Protocol
- JPEG, Joint Photographic Experts Group
- LPP, Lightweight Presentation Protocol
- NCP, NetWare Core Protocol
- NDR, Network Data Representation
- PNG, Portable Network Graphics
- TIFF, Tagged Image File Format
- XDR, eXternal Data Representation
- X.25 PAD, Packet Assembler/Disassembler Protocol